# Bill Keller
Bill Keller (18 de gener de 1949) és un periodista estatunidenc, exdirector executiu de The New York Times.

## La seva joventut
Keller és fill d'un ex-president i executiu principal de la S.A. Chevron, George M. Keller. Bill Keller va formar-se a l'escola catòlica St. Mathews i a l'institut Junípero Serra a San Mateo, Califòrnia. Després de graduar-se a Pomona College el 1970, on havia iniciat la seva carrera professional com a periodista fundant un diari independent anomenat The Collegian (el qual més tard va dir-se The Collage), va treballar de reporter a Portland en els diaris The Oregonian, el Congressional Quarterly Weekly Report i el The Dallas Times Herald. Keller està casat amb Emma Gilbey Keller i té dues filles, Alice i Molly.

## The New York Times
Va començar a treballar al The New York Times el 1984 i va ocupar els següents càrrecs: 
- Reporter al departament de Washington, D.C. (1984-1986)
- Reporter al departament de Moscou (1986-1988).
- Encarregat del departament de Moscou (1988-1991).
- Encarregat del departament de Johannesburg (1992-1995).
- Redactor a l'estranger (1995-1997).
- Director editorial (1997-2001).
- Columnista a la pàgina contrària a l'editorial i redactor sènior (2001-2003).
- Editor executiu (des del juliol del 2003 fins a l'actualitat).
- El 2 de juny de 2011 va anunciar que abandonava el càrrec, a partir de Setembre dedicarà el seu temps complet a la redacció del diari.

L'any 1989, Keller va guanyar un Pulitzer Prize pel seu reportatge sobre la dissolució de l'antiga Unió Soviètica (URSS).

### Invasió d'Iraq (2003)
Keller va ser un dels principals partidaris liberals de la invasió de l'Iraq de 2003, fet que s'explica amb el seu suport a l'acció militar en el seu article The I-Can't-Believe-I'm-A-Hawk Club (No puc creure que jo formi part d'un club de falcons). Dos dies després de la invasió, Keller va escriure la columna Why Colin Powell Should Go (Perquè Colin Powell hauria d'anar-hi) mostrant resignació al Secretari dels Estats Units perquè la seva estrategia de diplomàcia a l'ONU havia fracassat. En canvi, Keller va ser molt més partidari del subsecretari del Ministeri de Defensa Paul Wolfowitz, al qual describia com al "guerrer del sol".

### Judith Miller
El 6 de juliol de 2005, Keller va sortir en defensa de Judith Miller i la seva negativa a deixar de banda els documents relacionats amb el cas de Valerie Plame.

### Programa de vigilància del terrorisme de la NSA (Agència de seguretat nacional)
Es va informar que Keller no havia volgut contestar les preguntes que li havia fet el supervisor de l'Estat, Byron Calame, The Times, sobre l'article que tractava del programa confidencial de vigilància del terrorisme de la NSA (Agència de seguretat nacional), en la seva trobada el 16 de desembre de 2005. La sèrie d'articles de The Times sobre aquest tema va guanyar el Pulitzer Prize. El Departament de Justícia dels Estats Units va investigar la font que havia revelat el programa de la NSA. El Comité d'assumptes judicials del Senat està revisant el programa de la NSA per si eludeix o no la Llei de la vigilància secreta estrangera i, després dels articles del The Times, l'Administració va canviar els procediments per uns que tenen més garanties i més supervisió congressista i judicial.
Keller estava en desacord amb les deliberacions entorn de la decisió del The Times sobre si publicar l'entrevista de l'organisme americà de producció audiovisual (PBS) amb Jeffrey Brown que incloïa un debat sobre els assumptes involucrats amb Bobby Ray Inman, ex-director almirall de la NSA el 5 de juliol de 2006.

### Crisi a l'Església per abusos sexuals
Keller va escriure extensament sobre la crisi de l'Església pels abusos i va culpar de forma rotunda a Joan Pau II: "La veritat incòmode i eternament amagada és que el renou actual a l'Església catòlica no és només una trista nota a peu de pàgina a la vida d'una figura estimada, sinó que es tracta d'una crisi pels actes del Papa"."

### SWIFT (Societat per a les telecomunicacions financeres interbancàries internacionals)
Keller i The Times van publicar també uns fets sobre un altre programa confidencial per controlar les transaccions financeres del terrorisme a través de SWIFT (Societat per a les telecomunicacions financeres interbancàries internacionals) amb seu a Brussel·les (Bèlgica) el 23 de juny del 2006. Molts comentaristes, així com funcionaris electes, com el congressista nord-americà Peter T. King, van exigir al Departament de Justícia dels Estats Units processar al diari The New York Times i les fonts confidencials qui, malgrat l'existència de lleis que prohibissin la revelació d'informació confidencial que pogués posar en perill la seguretat nacional, especialment en temps de guerra, van filtrar l'existència del programa antiterrorista.
En un intent de respondre a les crítiques produïdes per la revelació del Terrorist Finance Tracking Program (programa de control financer del terrorisme), nom oficial del programa de la NSA, Keller va anunciar en una carta publicada que el mateix president George Walker Bush reconeixia molt aviat, al setembre del 2001, que els esforços ja estaven en procés "per identificar i investigar la infraestructura financera de les xarxes terroristes internacionals" i "per perseguir els diners com a pista per trobar els terroristes".
En una columna Op-ed al The Times, Keller, juntament amb Dean Baquet, editor de Los Angeles Times, va escriure que "la nostra feina, sobretot en moments com aquests, és donar informació als nostres lectors que els permeti jutjar si els seus líders electes estan lluitant bé en nom seu i a quin preu ho estan fent". Els detractors de Keller, entre ells el secretari d'Hisenda John W. Snow, van respondre a la carta de Keller senyalant que hi ha una gran diferència entre exposar les intencions generals de rastrejar els recursos financers dels terroristes i explicar exactament els mitjans utilitzats per arribar a aquest objectiu. Però, com Keller va escriure, va ser el mateix secretari Snow qui va convidar un grup de periodistes a fer un viatge de sis dies en un avió militar "per tal de remarcar-los els grans esforços del departament en seguir el rastre del finançament terrorista".